# الدوري الأمريكي لكرة السلة للمحترفين 1983–84
الدوري الأمريكي لكرة السلة للمحترفين 1983–84 (بالإنجليزية: 1983–84 NBA season)‏ هو موسم من إن بي أي. أقيم خلال الفترة 28 أكتوبر 1983 وحتى 12 يونيو 1984، وأشرف على تنظيمه إن بي أي، وفاز فيه بوسطن سيلتكس.